# Episodi di BoJack Horseman (seconda stagione)
La seconda stagione della serie animata BoJack Horseman, composta da 12 episodi, è stata interamente pubblicata dal servizio on demand Netflix il 17 luglio 2015. 
In Italia la stagione è disponibile su Netflix dal 22 ottobre 2015.
| nº | Titolo originale | Titolo italiano        | Pubblicazione USA | Pubblicazione Italia |
| -- | ---------------- | ---------------------- | ----------------- | -------------------- |
| 1  | Brand New Couch  | Il divano nuovo        | 17 luglio 2015    | 22 ottobre 2015      |
| 2  | Yesterdayland    | Yesterdayland          | 17 luglio 2015    | 22 ottobre 2015      |
| 3  | Still Broken     | Ancora rotto           | 17 luglio 2015    | 22 ottobre 2015      |
| 4  | After Party      | Dopo la festa          | 17 luglio 2015    | 22 ottobre 2015      |
| 5  | Chickens         | Galline                | 17 luglio 2015    | 22 ottobre 2015      |
| 6  | Higher Love      | Vero amore             | 17 luglio 2015    | 22 ottobre 2015      |
| 7  | Hank After Dark  | Il lato oscuro di Hank | 17 luglio 2015    | 22 ottobre 2015      |
| 8  | Let's Find Out   | Scopriamolo            | 17 luglio 2015    | 22 ottobre 2015      |
| 9  | The Shot         | La ripresa             | 17 luglio 2015    | 22 ottobre 2015      |
| 10 | Yes And          | Sì e...                | 17 luglio 2015    | 22 ottobre 2015      |
| 11 | Escape from L.A. | Fuga da L.A.           | 17 luglio 2015    | 22 ottobre 2015      |
| 12 | Out to Sea       | In alto mare           | 17 luglio 2015    | 22 ottobre 2015      |

## Il divano nuovo
- Titolo originale: Brand New Couch
- Diretto da: Amy Winfrey
- Scritto da: Raphael Bob-Waksberg

## Yesterdayland
- Titolo originale: Yesterdayland
- Diretto da: J.C. Gonzalez
- Scritto da: Peter A. Knight

## Ancora rotto
- Titolo originale: Still Broken
- Diretto da: Amy Winfrey
- Scritto da: Mehar Sethi

## Dopo la festa
- Titolo originale: After Party
- Diretto da: J.C. Gonzalez
- Scritto da: Joe Lawson

## Galline
- Titolo originale: Chickens
- Diretto da: Mike Roberts
- Scritto da: Joanna Calo

## Vero amore
- Titolo originale: Higher Love
- Diretto da: J.C. Gonzalez
- Scritto da: Vera Santamaria

## Il lato oscuro di Hank
- Titolo originale: Hank After Dark
- Diretto da: Amy Winfrey
- Scritto da: Kelly Galuska

## Scopriamolo
- Titolo originale: Let's Find Out
- Diretto da: Matt Mariska
- Scritto da: Alison Flierl e Scott Chernoff

## La ripresa
- Titolo originale: The Shot
- Diretto da: Matt Mariska
- Scritto da: Elijah Aron e Jordan Young

## Sì e...
- Titolo originale: Yes And
- Diretto da: J.C. Gonzalez
- Scritto da: Mehar Sethi

## Fuga da L.A.
- Titolo originale: Escape from L.A.
- Diretto da: Ali Winfrey
- Scritto da: Joe Lawson

## In alto mare
- Titolo originale: Out to Sea
- Diretto da: Mike Roberts
- Scritto da: Elijah Aron e Jordan Young